# Porkeris kommun
Porkeris kommun (färöiska: Porkeris kommuna) är en kommun på Färöarna, belägen på ön Suðuroy. Kommunen omfattar endast centralorten Porkeri och hade vid folkräkningen 2015 totalt 297 invånare.

## Befolkningsutveckling
| Befolkningsutvecklingen i Porkeris kommun 1985–2015 | Befolkningsutvecklingen i Porkeris kommun 1985–2015 | Befolkningsutvecklingen i Porkeris kommun 1985–2015 | Befolkningsutvecklingen i Porkeris kommun 1985–2015 | Befolkningsutvecklingen i Porkeris kommun 1985–2015 |
| --------------------------------------------------- | --------------------------------------------------- | --------------------------------------------------- | --------------------------------------------------- | --------------------------------------------------- |
|                                                     |                                                     |                                                     |                                                     |                                                     |
| År                                                  |                                                     |                                                     | Folkmängd                                           |                                                     |
| 1985                                                | 1985                                                |                                                     | 363                                                 |                                                     |
| 1990                                                | 1990                                                |                                                     | 399                                                 |                                                     |
| 1995                                                | 1995                                                |                                                     | 384                                                 |                                                     |
| 2000                                                | 2000                                                |                                                     | 356                                                 |                                                     |
| 2005                                                | 2005                                                |                                                     | 353                                                 |                                                     |
| 2010                                                | 2010                                                |                                                     | 325                                                 |                                                     |
| 2015                                                | 2015                                                |                                                     | 297                                                 |                                                     |
|                                                     |                                                     |                                                     |                                                     |                                                     |